# Gina Bellman

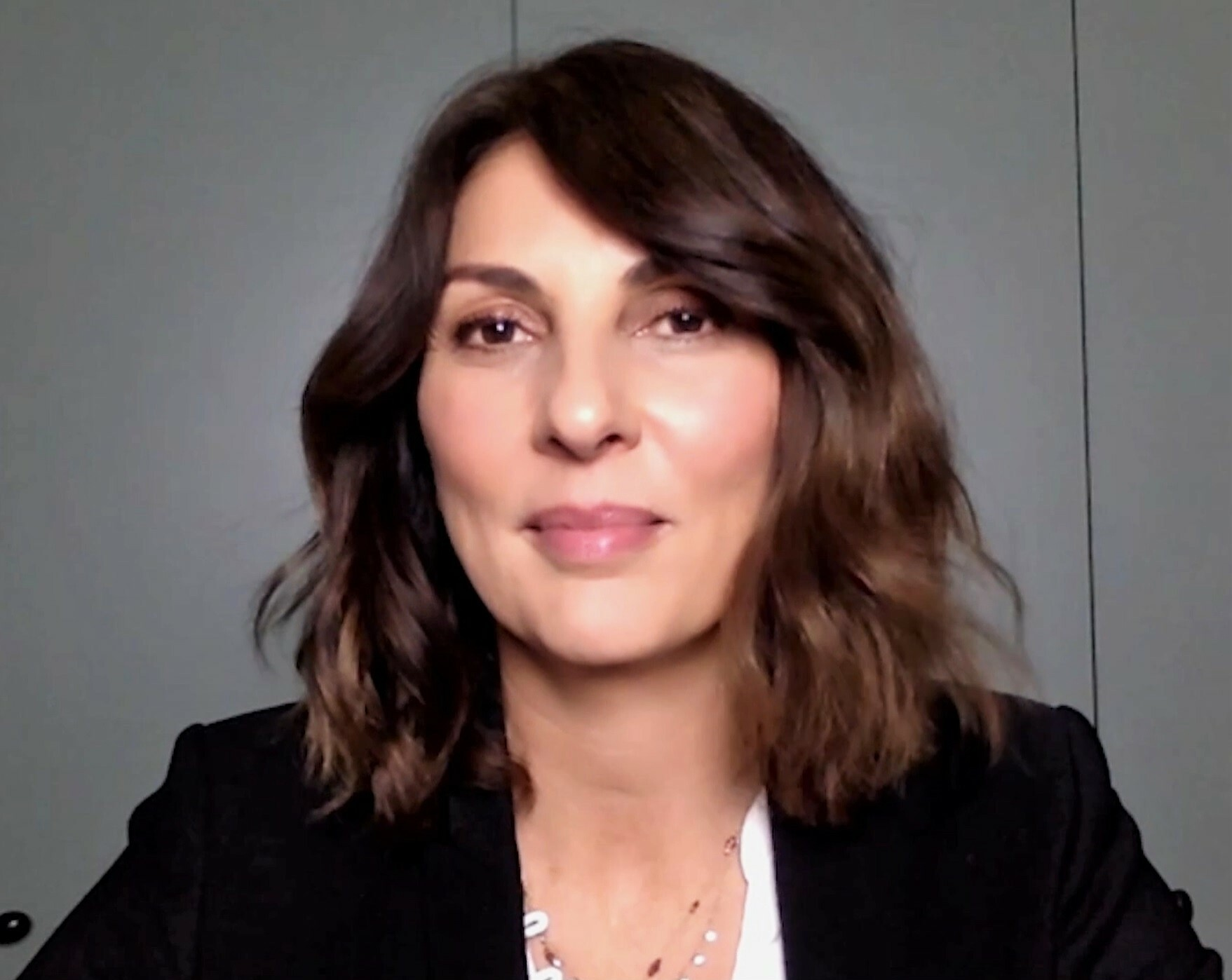
Gina Bellman.

Gina Bellman est une actrice britannique née le 10 juillet 1966 en Nouvelle-Zélande. Sa famille a déménagé au Royaume-Uni quand elle avait 11 ans. Ses parents sont d'origine russe et polonaise et sont venus en Nouvelle-Zélande dans les années 1950.

## Carrière
Après avoir joué dans deux épisodes de Grange Hill en 1984, elle s'est fait un nom dans le métier pour sa performance dans Blackeyes. Elle a joué également dans la série britannique Six Sexy entre 2000 et 2004. Elle interprète Claire Jackman dans la mini-série Jekyll diffusée sur Arte en 2009.
Elle a également joué le rôle de Sophie Devereaux, une célèbre arnaqueuse dans la série télévisée américaine Leverage, pour lequel elle est nommée pour le Saturn Award de la meilleure actrice de télévision dans un second rôle.

## Vie privée
Elle est mariée depuis 2005 à Lucho Brieva et a une fille, Romy, née le 20 novembre 2009 à Londres.

## Filmographie
- depuis 2021 : Leverage: Redemption : Sophie Devereaux
- Leverage (2008-2012) TV : Sophie Devereaux
- The Wrong Door (2008) TV : Jill
- Nearly Famous (2007) TV : Traci Reed
- Heroes and Villains (2007) TV : Catherine Carteaux
- Permanent Vacation (2007) : Kathleen Bury
- Jekyll (2007) TV : Claire Jackman
- Hôtel Babylon (2007) TV : Marina Stoll
- Married/Unmarried (2006) : Amanda
- Zerophilia (2005) : Sydney
- The Last Detective (2005) TV : Caroline
- Six Sexy (Coupling) (2000-2004) TV : Jane Christie
- Meurtres en sommeil (2003) TV : Frannie Henning
- Sitting Ducks (2003) : Christine
- Subterrain (2001) : Junkie Spirit
- Sept jours à vivre (Seven Days to Live) (2000) : Claudia
- Metropolis (2000) TV : Clara Keshishian
- Paranoïd (Paranoid) (2000) : Eve
- Jonathan Creek (1999) TV : Samantha
- Ted & Ralph (1998) TV : Henrietta Spain
- David (1997) TV : Michal
- Sharman (1996) TV : Kiki
- Scene (1996) TV : Athene Nike
- Assassin Warrior (Silent Trigger) (1996) : Clegg
- Little Napoleons (1994) TV : Liz Blakemore
- Vsetko co mam rad (1993) : Ann
- Horse Opera (1993) TV : Sandra/Marion
- Leon the Pig Farmer (1992) : Lisa
- Secret Friends (1991) : Helen
- Les légendes grecques (The Storyteller: Greek Myths) (1991) TV : Eurydice
- Blackeyes (1989) TV : Blackeyes
- Screen Two (1989) TV : Greta
- Only Fools and Horses (1989) TV : Carmen
- Mussolini: The Untold Story (1985) TV : Gena Ruberti
- Le Roi David (King David) (1985) : Tamar
- Grange Hill (1984) : Trudy
- Into the Labyrinth (1982) TV : Christine